# Alloplectus dimorphobracteatus
Alloplectus dimorphobracteatus är en tvåhjärtbladig växtart som beskrevs av Frederico Carlos Hoehne. Alloplectus dimorphobracteatus ingår i släktet Alloplectus och familjen Gesneriaceae. Inga underarter finns listade i Catalogue of Life.